# Pachycarpus campanulatus
Pachycarpus campanulatus là một loài thực vật có hoa trong họ La bố ma. Loài này được (Harv.) N.E. Br. mô tả khoa học đầu tiên năm 1908.